# جمعية علمية

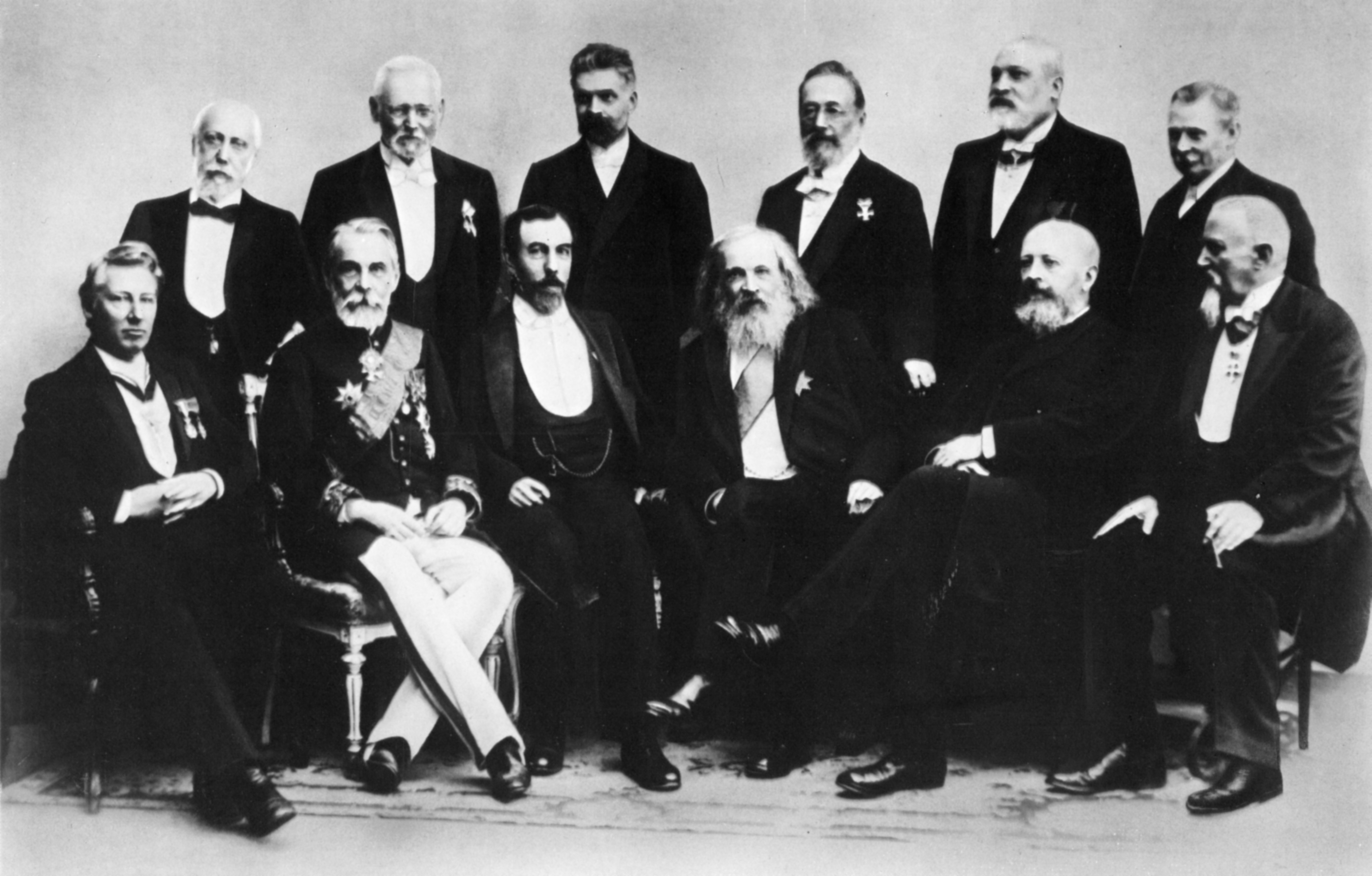

الجمعية العلمية (بالإنجليزية: learned society)‏، ويطلق عليها أيضًا الأكاديمية العلمية (بالإنجليزية: learned academy)‏ أو الرابطة الأكاديمية (بالإنجليزية: academic association)‏ هي منظمة ـ غير ربحية في الأغلب ـ تنشأ لدفع تقدم مجال أو مهنة أكاديمية أو أكثر. وقد تكون عضوية تلك الجمعيات مفتوحة للجميع أو قد تشترط مؤهلات معينة، وقد تكون عضويتها تشريفًا يُمنح للعضو بالانتخاب.
تشمل أنشطة الجمعية العلمية في الأغلب عقد مؤتمرات دورية لعرض ومناقشة نتائج الأبحاث الجديدة، ونشر أو رعاية دوريات أكاديمية في مجالها. وقد تقوم بعض الجمعيات العلمية بدور الكيانات المهنية، فتنظم أنشطة أعضائها في سبيل الصالح العام أو الصالح الجماعي للأعضاء.